# Contra: Rogue Corps
Contra: Rogue Corps es un videojuego de run and gun desarrollado por Toylogic y publicado por Konami. Fue lanzado el 24 de septiembre de 2019 para Microsoft Windows, Nintendo Switch, PlayStation 4 y Xbox One.
Rogue Corps se desarrolla en la ficticia Damned City dos años después de Contra III: The Alien Wars y Contra 4, con cuatro personajes jugables y un amplio grado de personalización de armas. El juego recibió críticas negativas tras su lanzamiento. Fue criticado por su mala jugabilidad, gráficos e historia, aunque recibió elogios por su buen sistema de actualización y personalización.

## Sinopsis
La historia se desarrolla dos años después de la de Contra III: The Alien Wars, que tiene lugar en Damned City. Debido a los catastróficos eventos de Alien Wars, Damned City se ha convertido ahora en un entorno postapocalíptico que alberga «todo tipo de extraños artefactos y tecnología». El duro ambiente causa daños psíquicos incurables en la mente de los seres humanos, volviéndolos locos. La ciudad tiene una puerta misteriosa que da rienda suelta a horribles demonios, atacando todo lo que está vivo.
Los jugadores asumen los roles de cuatro personajes clásicos de la serie Contra, como un antiguo grupo militar de mercenarios, luchadores y cazarrecompensas conocidos como los Jaegers: Kaiser, un cyborg reconstruido de The Alien Wars. la Sra. Harakiri, una asesina con un extraterrestre parásito adjunto, El Caballero, un insecto alienígena muy inteligente y culto y Hungry Beast, un panda gigante cyborg científico. Naturalmente inmunes a los efectos destructivos de la ciudad, los Jaegers son la esperanza de la humanidad contra la amenaza de los demonios.

## Jugabilidad
El juego utiliza una vista isométrica de arriba hacia abajo similar a Neo Contra. Los modos de juego son la campaña de la historia para un solo jugador, el cooperativo online multijugador y el cooperativo local para cuatro jugadores (con consolas Switch separadas). Se basa en el juego jugador contra entorno (PVE), con sticks de mando analógicos duales.Los modos de juego son campaña de historia para un solo jugador, cooperativo online multijugador y cooperativo local para cuatro jugadores (con consolas Switch separadas).
Los jugadores configuran un arma principal y un arma secundaria en tiempo real. Éstas tienen munición ilimitada, pero también un medidor de calor que hay que gestionar. Entre etapa y etapa, las armas se mejoran y se personalizan de forma exclusiva. Como último recurso, el jugador puede despejar la zona con una enorme bomba o utilizar la habilidad especial del personaje.

## Desarrollo
Contra: Rogue Corps fue anunciado en el E3 2019. El desarrollo del juego fue supervisado por el veterano director de la serie Contra y productor senior Nobuya Nakazato, que también había sido director, diseñador de juegos y artista de Contra III: The Alien Wars (1992) y Contra: Hard Corps (1994) y fue productor y director de Contra: Shattered Soldier (2002) y otros más. Dijo que quería capturar el espíritu tradicional de la serie Contra, al tiempo que la modernizaba para un nuevo público.